# Freddie Prinze Jr.
Freddie James Prinze, Jr. (Los Angeles, 8 de março de 1976) é um ator norte-americano. Ganhou notoriedade pelos papéis de protagonista nos filmes de terror I Know What You Did Last Summer e I Still Know What You Did Last Summer e também nos filmes de comédia-romântica She's All That e Down to You, além de sua atuação como Fred Jones em Scooby-Doo e Scooby-Doo 2: Monsters Unleashed.

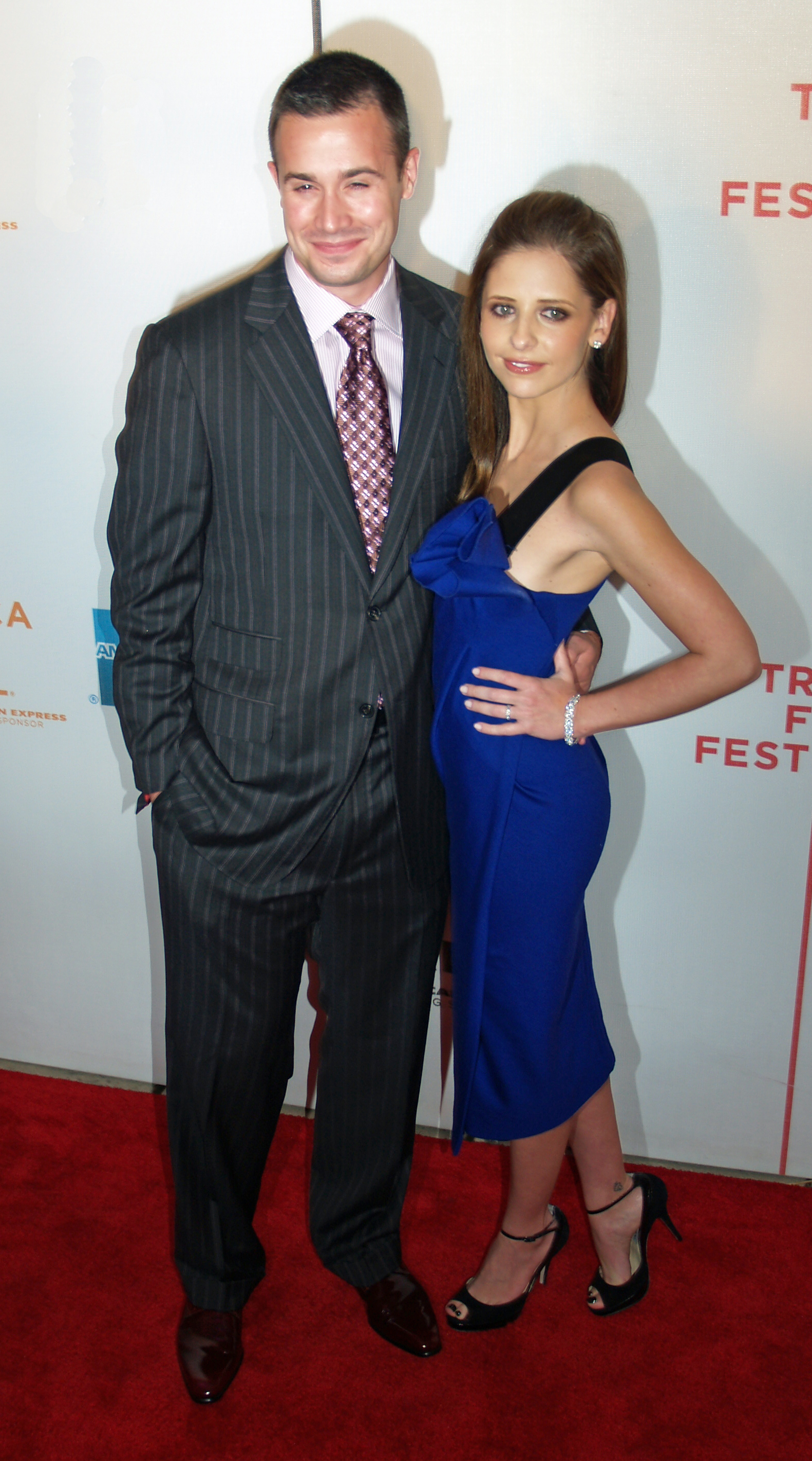
Freddie Prinze, Jr. e sua mulher Sarah Michelle Gellar

## Primeiros anos de vida
Prinze, Jr. nasceu em Los Angeles, Califórnia. Ele é o único filho de Kathy Elaine Cochran, uma agente imobiliária, e Freddie Prinze, um ator e comediante que morreu em 1977. Prinze, Jr. cresceu em Albuquerque, Novo México, e participou da Igreja Católica, também abraça sua herança porto-riquenha, onde ele aprendeu sobre a cultura espanhola e a de Porto Rico. Ele fala fluentemente espanhol e italiano. Ele mostrou um interesse em atuar desde cedo. Depois de se formar em 1994, Prinze se mudou para Los Angeles para um teste, para papéis na televisão.

## Carreira

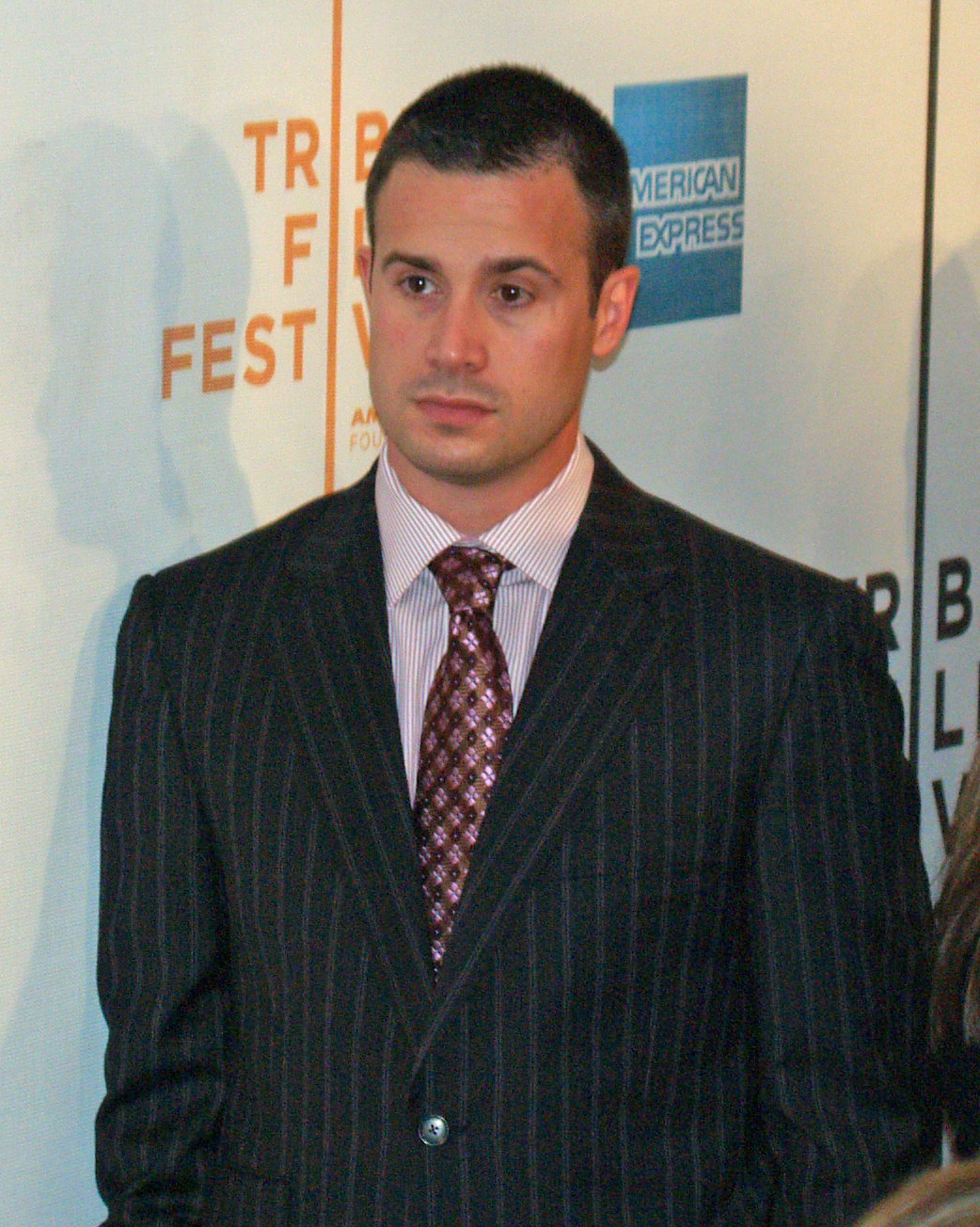
Freddie Prinze Jr.

Prinze fez uma participação especial na série de televisão Family Matters em 1995, foi o seu primeiro trabalho em sua carreira. Ele então, apareceu em algumas série de TV, antes de fazer sua estreia no cinema com o filme To Gillian on Her 37th Birthday de 1996. Nos anos seguintes, Prinze experimentou o sucesso com aparições em filmes como, I Know What You Did Last Summer (1997) e em sua continuação, I Still Know What You Did Last Summer (1998), ficou bastante conhecido entre o público adolescente, e seu primeiro papel de protagonista, foi com o filme She's All That (1999), foi muito bem sucedido nas bilheterias, arrecadando 63 milhões de dólares nos Estados Unidos.
Posteriormente, ele teve papéis principais em Wing Commander (1999), Down to You (2000), Boys and Girls (2000), Head Over Heels (2001) e Summer Catch (2001), e teve um sucesso moderado nas bilheterias. Em 2000, ele foi nomeado pela revista People como uma das "50 Pessoas Mais Bonitas do Mundo".
Em 2002, ele interpretou Fred Jones no filme Scooby-Doo e reprisou o papel na seqüência de 2004, Scooby-Doo 2: Monsters Unleashed. Ele estrelou os dois filmes de Scooby-Doo ao lado de sua esposa, Sarah Michelle Gellar. Ele participou de 1 episódio da série Friends em 2002. Ele também apareceu como Donny Crane na série Boston Legal. Prinze estrelou a sitcom, intitulado com o nome Freddie. A sitcom é dito para descrever alguns acontecimentos reais de sua vida. O show durou uma temporada, antes de ser cancelada em maio de 2006.
Em 2004, Prinze aceitou um prêmio especial do Terra TV, em nome de seu falecido pai. Ele agradeceu seu pai, pelos seus conselhos e apoio contínuos. Em 2006, ele emprestou sua voz ao personagem Pisces "Pi" na animação Shark Bait. Além disso, em 2007, ele emprestou sua voz para o personagem Rick em Happily N'Ever After, juntamente com sua esposa Sarah Michelle Gellar, Wallace Shawn, Andy Dick, George Carlin e Sigourney Weaver.
Em 2008, ele fez o teste para Jigsaw em Punisher: War Zone, mas não foi dada a parte com a decisão da Lionsgate Studios. Ele também expressou Tim e Jim no filme Kim Possible: A Sitch in Time. Em março de 2009, foi anunciado que Prinze tinha assinado contrato para estrelar como Bradley/Ultimatum no telefilme No Heroics, um remake dos EUA de um show britânico de mesmo nome.
Participou da série 24 em 2010, como Cole Ortiz em 24 episódios, no qual atual com grandes nomes como a estrela Elisha Cuthbert. Prinze voltou a World Wrestling Entertainment em 1 de outubro de 2010, em um papel como produtor e diretor.

## Vida pessoal
Prinze casou com a atriz Sarah Michelle Gellar em 1 de setembro de 2002, em Puerto Vallarta, Jalisco, no sudoeste do México. O casal se conheceu anos antes, durante as filmagens de I Know What You Did Last Summer, começaram a namorar em 2000 e noivaram em abril de 2001.
Em 2007, Gellar mudou legalmente seu nome para Sarah Michelle Prinze. A filha do casal, Charlotte Grace Prinze, nasceu em 19 de setembro de 2009. Em abril de 2012, foi anunciado que ele e sua mulher estavam esperando seu segundo filho. Em 20 de setembro de 2012 nasceu Rocky James Prinze, segundo filho do casal.

## Filmografia

### Filmes
| Ano  | Título                                | Título em Português                                                                                  | Papel                     | Notas |
| ---- | ------------------------------------- | --- | ------------------------- | --- |
| 1996 | To Gillian on Her 37th Birthday       | br: Para Gilian no Seu Aniversário / pt: A Magia de Gilian                                           | Joey Bost                 | |
| 1997 | The House of Yes                      | | Anthony Pascal            | |
| 1997 | Detention: The Siege at Johnson High  | | Aaron Sullivan            | |
| 1997 | I Know What You Did Last Summer       | br: Eu Sei O Que Vocês Fizeram no Verão Passado / pt: Sei O Que Fizeste no Verão Passado             | Ray Bronson               | Indicado - Blockbuster Entertainment Awards de ator favorito de filme de terror Indicado - Blockbuster Entertainment Awards de revelação masculina favorita |
| 1997 | Sparkler                              | | Brad                      | |
| 1998 | I Still Know What You Did Last Summer | br: Eu Ainda Sei O Que Vocês Fizeram no Verão Passado / pt: Ainda Sei O Que Fizeste no Verão Passado | Ray Bronson               | Indicado - ALMA Award de melhor ator de filme em um papel "crossover" Indicado - Blockbuster Entertainment Awards de ator coadjuvante favorito de filme de terror |
| 1998 | Money Kings                           | | Tony Cicero               | |
| 1999 | She's All That                        | br/pt: Ela É Demais                                                                                  | Zach Siler                | Indicado - MTV Movie Awards de melhor dupla em cena com Rachael Leigh Cook Indicado - ALMA Award de melhor ator de cinema Nickelodeon Kids' Choice Awards de casal favorito com Rachael Leigh Cook Teen Choice Awards de melhor ator de cinema Teen Choice Awards de cena de amor mais sexy com Rachael Leigh Cook |
| 1999 | Wing Commander                        | | 1st Lt. Christopher Blair | |
| 2000 | Down to You                           | br: Louco Por Você / pt: Doido Por Ti                                                                | Alfred 'Al' Connelly      | Indicado - Teen Choice Awards de melhor química em filmes com Julia Stiles Teen Choice Awards de melhor ator de cinema |
| 2000 | Boys and Girls                        | br: Amor ou Amizade / pt: Entre Rapazes e Raparigas                                                  | Ryan Walker               | |
| 2001 | Head Over Heels                       | br: Cinco Evas e um Adão / pt: Como Perder a Cabeça                                                  | Jim Winston/Bob Smoot     | |
| 2001 | Summer Catch                          | br: Jogada de Verão / pt: Verão de Sonho                                                             | Ryan Dunne                | |
| 2002 | Scooby-Doo                            | br/pt: Scooby-Doo                                                                                    | Fred Jones                | Indicado - Teen Choice Awards de melhor ator em filme de comédia Indicado - Teen Choice Awards de melhor química em filmes com Sarah Michelle Gellar, Matthew Lillard e Linda Cardellini |
| 2003 | Kim Possible: A Sitch in Time         | br: Kim Possible: Um Passeio Pelo Tempo                                                              | Jim e Tim do futuro       | Voz; Telefilme |
| 2004 | Scooby-Doo 2: Monsters Unleashed      | br/pt: Scooby-Doo 2: Monstros à Solta                                                                | Fred Jones                | |
| 2005 | Shooting Gallery                      | | Jericho Hudson            | Vídeo |
| 2006 | Shark Bait                            | | Pisces "Pi"               | Voz |
| 2007 | Happily N'Ever After                  | | Rick                      | Voz |
| 2007 | Brooklyn Rules                        | | Michael Turner            | |
| 2007 | Atlanta                               | | Eric                      | Telefilme |
| 2007 | New York City Serenade                | | Owen                      | |
| 2008 | Jack and Jill vs. the World           | | Jack                      | |
| 2008 | Delgo                                 | | Delgo                     | Voz |
| 2009 | No Heroics                            | | Bradley/Ultimatum         | Telefilme |
| 2012 | Mass Effect: Paragon Lost             | | Lt. James Vega (voz)      | Vídeo |
| 2012 | Happy Valley                          | | Noah                      | Telefilme |

### Televisão
| Ano  | Título                   | Papel                    | Notas                                        |
| ---- | ------------------------ | ------------------------ | -------------------------------------------- |
| 1995 | Family Matters           | Cara difícil             | Episódio: "The Gun"                          |
| 1996 | ABC Afterschool Specials | Jeff                     | Episódio: "Too Soon for Jeff"                |
| 2002 | Frasier                  | Mike                     | Episódio: "Juvenilia"                        |
| 2002 | Friends                  | Sandy                    | Episódio: "The One with the Male Nanny"      |
| 2004 | Boston Legal             | Donny Crane              | 3 episódios (2004–2006)                      |
| 2005 | Robot Chicken            | Fred Jones/Locutor (voz) | Episódio: "Operation Rich in Spirit"         |
| 2005 | Freddie                  | Freddie Moreno           | 22 episódios (2005–2006)                     |
| 2006 | George Lopez             | Freddie Moreno           | Episódio: "George Gets Cross Over Freddie"   |
| 2010 | 24                       | Cole Ortiz               | 24 episódios                                 |
| 2010 | Psych                    | Dennis Gogolack          | Episódio: "Not Even Close... Encounters"     |
| 2010 | Monday Night Raw         | Anfitrião                | 2 episódios                                  |
| 2011 | Robot Chicken            | Diego Marquez (voz)      | Episódio: "The Curious Case of the Box"      |
| 2012 | Robot Chicken            | Fred Jones (voz)         | Episódio: "Punctured Jugular"                |
| 2013 | Bones                    | Danny Beck               | Episódio: "The Secrets in the Proposal"      |
| 2013 | Witches of East End      | Leo Wingate              | Episódios: "A Few Good Talismen", "Unburied" |